# 文宫镇
文宫镇，是中华人民共和国四川省眉山市仁寿县下辖的一个乡镇级行政单位。2019年12月，撤销元通镇、板燕乡、古佛乡，将其所属行政区域划归文宫镇管辖。

## 行政区划
文宫镇下辖以下地区：
文华社区、长虹村、安顺村、石家村、飞跃村、岔河村、农兴村、高桥村、桂弯村、花碑村、五建村、红专村和太清村。

## 特产
文宫枇杷：中国地理标志产品。